# Golf d'Opúncia
El golf d'Opúncia o golf d'Opunt (en llatí Opuntius Sinus, en grec antic Ὀπούντιος κόλπος) era una gran badia a la costa oriental de la Lòcrida Opúncia on era situada la ciutat d'Opunt, la principal ciutat dels locris opuntis. Enfront hi havia l'illa anomenada Atalanta.